# Imperium (Warhammer 40,000)
Dans l'univers de fiction du jeu de figurines fantastiques Warhammer 40,000 développé par Games Workshop, l'Imperium de l'Homme ou Imperium de l'Humanité est un empire galactique fictif. C'est un régime totalitaire industriel et militariste théocratique fictif qui règne sur la quasi-totalité de l'humanité et couvre plus d'un million de mondes habités.

## Origine
À peu près 10 000 ans avant la période du jeu, sur Terra (la Terre), l'Empereur unifie l'humanité déchirée par les guerres. Cette période marque la naissance du dieu du Chaos Slaanesh, due à la chute des Eldars. Cet évènement exceptionnel a pour effet d'atténuer la violence des tempêtes Warp, ce qui rend les voyages spatiaux à nouveau possibles.
L'empereur décrète alors que chaque humain de la galaxie, qu'il le sache ou non, est désormais de fait un citoyen de l'Imperium. Aidé par les Space Marines, l'Empereur conquiert des millions de mondes avant que ne se déclenche l'Hérésie d'Horus. En effet, le primarque Horus, le chef de guerre de la légion Space marine des Luna Wolves, et « Maitre de Guerre » de l'Imperium, est perverti par les dieux du Chaos. Il trahit l'Empereur, et entraîne avec lui neuf légions Space marine, ainsi que le tiers des autres forces impériales dans sa trahison.
Une terrible guerre civile déchire le « proto-imperium », qui s'achève par la victoire des troupes loyalistes, et par la fuite des renégats dans « l'Œil de la Terreur » (un point de connexion entre l'espace matériel et le Warp ; le centre de l'Œil est l'emplacement précis de l'ancien monde natal des Eldars). Mais, lors du combat final, l'Empereur est grièvement blessé par Horus. Ne pouvant le soigner, il est décidé de le placer sur un trône d'or datant du Moyen Âge Technologique, période de l'histoire prenant place du 15e millénaire (M15) au 25e millénaire (M25) et correspondant au zénith de la puissance technologique humaine. Ceci permet de maintenir en vie son corps, tandis que son esprit se déploie dans le Warp.
Rapidement, les rumeurs en font une divinité, et celui-ci est finalement proclamé unique dieu de l'Imperium. Depuis, l'Imperium naissant continue son expansion à travers la galaxie.

## L'Imperium au41emillénaire
Au 41e millénaire, le Divin Empereur gouverne l'humanité par delà la mort depuis son trône d'or. Les Hauts Seigneurs de Terra transmettent sa parole et veillent à ce que ses ordres soient appliqués. L'Imperium, qui compte des millions de mondes habités, est défendu par la Garde Impériale, les Space Marines et la Flotte Impériale. L'Inquisition se charge quant à elle de surveiller l'Imperium, l'Adeptus Mechanicus se charge de l'infrastructure technologique et enfin l'Adeptus Ministorum (voir plus bas) s'occupe de la religion de l'Imperium, et par conséquent du gouvernement, puisque l'empereur est avant tout un dieu. Toutes ces organisations forment ce que l'on appelle « l'Imperium ».
L'Imperium est le symbole de l'humanité et de l'empereur immortel. Il protège chaque homme de la destruction par les forces corruptrices et par la menace Xenos, parfois même en sacrifiant des mondes entiers (Exterminatus), car tel est le prix pour que l'humanité puisse survivre. Mais depuis la 13e Croisade Noire des forces du Chaos tout à la fin du 41e millénaire, l'Imperium, tout comme la galaxie, est coupé en deux par une large ouverture dans le Warp connue comme la « Grande Faille » (Cicatrix Maledictum): une moitié de l'Imperium est privée de la lumière de l'Astronomican (Imperium Nihilis), tandis que l'autre y est encore reliée (Imperium Sanctum). En réaction, l'Imperium reçu l'assistance inattendue des Eldars, qui aidèrent a soigner Robute Guilliman, Primarque des Ultramarines, de sa blessure mortelle après 10 000 ans de stase. Le Primarque revint sur Terra où il prit la tête de l'Imperium avant de lancer la Croisade Indominus, une contre-offensive galactique sur tous les fronts pour repousser les forces du Chaos.

### Les Hauts Seigneurs de Terra
Les Hauts Seigneurs sont les douze hommes les plus puissants de la galaxie. Ils forment le Senatorum Imperialis et gouvernent l'Imperium au nom de l'Empereur. Ce sont eux qui envoient la Flotte Impériale au combat et qui commandent les innombrables armées de l'Imperium. Leur tache est d'interpréter et de promouvoir la volonté de l'Empereur, comptant sur son esprit supérieur pour guider leurs pensées et inspirer leurs actions.
Chaque Haut Seigneur est le dirigeant d'une des grandes organisations de l'Imperium. Un réseau complexe d'influences politiques, de promesses de soutien et d'intérêts mutuels les lient et détermine quelle organisation doit siéger et quelle autre doit obéir. Dans la pratique, certaines organisations sont si puissantes qu'il serait impensable qu'elles ne soient pas représentées parmi les Hauts Seigneurs. Cependant, l'Adeptus Astartes ne peut être représenté, car les Space Marines ont été conçus pour servir l'humanité et non pour la diriger. Depuis le début de la 13e Croisade Noire du Chaos, les Hauts Seigneurs de Terra sont unifiés sous l'égide du Primarque Roboute Gilliman ressuscité, qui prit le titre de Seigneur Commandeur de l'Imperium, devenant une sorte de régent dirigeant l'Imperium et le Senatorum Imperialis au nom de l'Empereur.
Au cours des millénaires, certains sièges ont été occupés par des organisations différentes en fonction des influences de l'époque. La rivalité et une ambition démesurée caractérisent ces hommes, et leurs organisations se livrent une guerre sans merci pour obtenir la moindre parcelle du pouvoir impérial. Outre le Seigneur Commandeur de l'Imperium, les organisations dont les dirigeants sont cités ci-dessous sont toujours représentés parmi les Hauts Seigneurs. Elles sont les pierres angulaires de l'Imperium, les plus importantes de ses antiques institutions :
- Le Maître de I'Administratum ;
- Le Légat de l'Inquisition ;
- L'Ecclésiarque de l'Adeptus Ministorum ;
- Le Fabricator General de l'Adeptus Mechanicus ;
- Le Grand Prévôt de I'Adeptus Arbites ;
- L'Envoyé Paternovial des Navigateurs ;
- Le Maître de l'Astronomican ;
- Le Grand Maître de l'Officio Assassinorum ;
- Le Maître de l'Adeptus Astra Telepathica.

Ces neuf postes sont sacro-saints. Ils ne sont à pourvoir qu'en cas de décès ou de retraite de la personne qui occupe le poste en question, et le successeur à la tête de l'organisation devient habituellement Haut Seigneur. La position de Légat de l'Inquisition n'est pas tenue par un inquisiteur particulier, mais un siège est toujours retenu, quel que soit le représentant qui siège au nom de l'Inquisition. De même, le siège de l'Envoyé Paternovial est dévolu au chef de la famille navigatrice assumant la direction courante de son administration.
Les trois postes restants peuvent être occupés par les dirigeants des autres grandes administrations, c’est-à-dire :
- Le Seigneur Commandeur du Segmentus Solar;
- Le Seigneur Commandeur Militant de la Garde Impériale;
- Le Seigneur Grand Amiral de la Flotte Impériale.
- Le(s) Cardinal(aux) du Saint Synode de Terra ;
- L'Abbesse de l'Adepta Sororitas ;
- Le Capitaine Général de l'Adeptus Custodes ;
- Le Chancelier des Archives de l'Imperium ;
- Le Porte-parole des Capitaines Chartistes.

### L'Adeptus Terra
L'Adeptus Terra est une organisation tentaculaire bureaucratique aux multiples facettes. C'est elle qui contrôle véritablement l’Imperium, y compris les armées et la Flotte.
Elle est divisée et subdivisée en d'innombrables organisations, en millions de bureaux, chacun détenteur d'un pouvoir effarant. En fait, l'Adeptus Terra est si vaste que personne ne peut dire avec certitude combien de divisions travaillent sous sa bannière ou quel est le but véritable de chacune.
Au bout de dix mille ans de persévérance, l'Adeptus Terra est parvenue à ériger un édifice qui se trouve à présent au cœur même de la société humaine. L'information est recueillie, les faits enregistrés, les taxes levées. Tout comme dans une lourde et antique horloge, les rouages de la bureaucratie ne cessent de tourner, avec leur propre dynamique sans considération extérieure d'aucune sorte. Seules quelques-unes de ses plus importantes branches sont décrites ici, il y en a en fait bien plus, mais personne ne connaît toute l'étendue du pouvoir du Clergé de la Terre.

#### L'Administratum
L'organisme le plus important de l'Adeptus Terra est l'Administratum. Cette organisation s'occupe des besoins des planètes et des demandes interplanétaires. Mais elle s'occupe également de l'armée : les Forces de Défense Planétaire et la Garde Impériale.

#### L'Adeptus Ministorum
L'Adeptus Ministorum, appelé plus communément « Ecclésiarchie », est une colossale organisation fondée sur le culte de l'Empereur. C'est l'Église du Dieu-Empereur.
Grâce à ses prêcheurs, ses confesseurs, ses missionnaires et ses cardinaux, l'Ecclésiarchie contrôle la vénération des masses en donnant un but à leurs prières. Le Credo Impérial pratiqué par l'Ecclésiarchie et ses milliards de fidèles est la seule religion officielle de l'Imperium. Bien que l'interprétation des rites et des dogmes officiels puisse subir des variations mineures, toute déviance importante est considérée comme une hérésie et sévèrement réprimée.

#### L'Adeptus Arbites
L'Adeptus Arbites est le gardien du Grand Livre du Jugement, code pénal de l'Imperium, soigneusement rédigé à travers les siècles et compilant tous les décrets édictés par les Hauts Seigneurs de Terra. Il joue ainsi à la fois le rôle de force de police et de pouvoir judiciaire de l'Imperium.
Il est du devoir de l'Adeptus Arbites de faire passer les rebelles à l’Imperium devant la justice impériale, de poursuivre les ennemis de l'Imperium et de détruire ceux qui menacent de l'intérieur son fragile équilibre. Malheureusement pour l'humanité, des officiels s'éloignent souvent du droit chemin, guidés par leur soif de pouvoir, de richesses ou de connaissances interdites. Nombre de hauts fonctionnaires peuvent être tentés et corrompus, et les Hauts Seigneurs eux-mêmes n'échappent pas à cette règle.

#### Le Departmento Munitorum
Le Departmento Munitorum est une organisation colossale chargée d'estimer et de prélever la Dîme (payée sous forme d'hommes et de matériels militaires). Elle se charge de tout ce qui a un rapport avec la Garde Impériale.

#### L'Adeptus Mechanicus

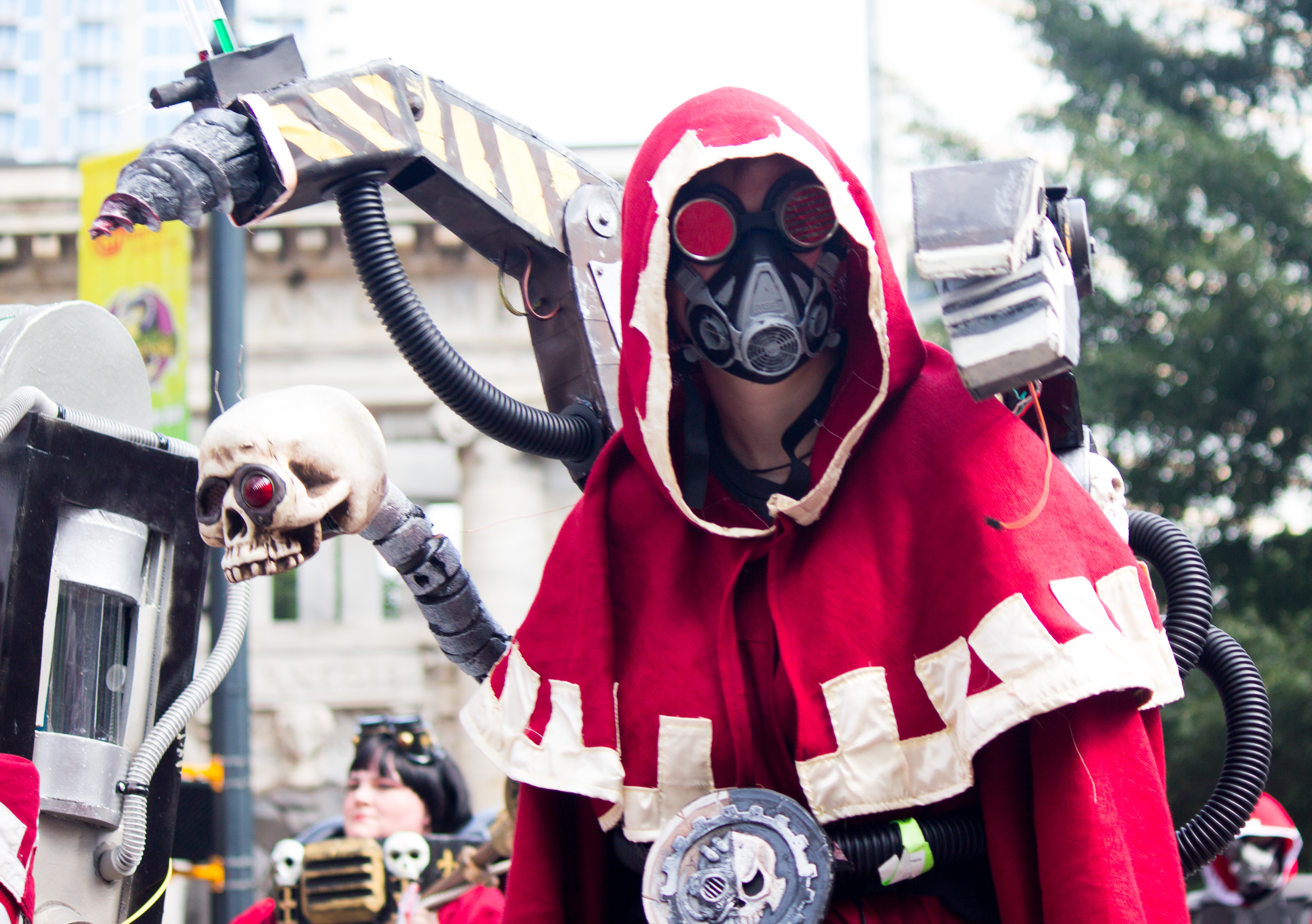
Cosplay de Technoprêtre

L'Adeptus Mechanicus est une organisation contrôlant la fabrication et l'utilisation de tout l'équipement technologique de l'Imperium. C'est sur Mars, siège du Mechanicus, que sont fabriqués les blindés, les armures et les armes des Space marines,.
Les membres de l'Adeptus Mechanicus vénèrent le « Dieu-Machine », considéré selon le dogme comme l'une des facettes de la figure divine de l'Empereur, en fait possiblement l'un des derniers C'Tan. L'organisation du Mechanicus est quasi religieuse : on appose des « sceaux de pureté » sur les armures et on bénit les blindés sortant des chaînes de montage. Mars est le centre d'un réseau de « Mondes Forges » (planètes-cités entièrement destinées à la production industrielle, comme Armageddon) et c'est sur celle-ci que se trouvent les laboratoires militaires et les chantiers navals de l'Imperium,.

##### Le Dieu-machine
Le Dieu-machine, aussi appelé « le Dragon » par les Eldars, est l'objet du culte de l'Adeptus Mechanicus. Il leur aurait apporté de nombreuses connaissances.
Dans l'univers de Warhammer 40,000, ce personnage est supposé sommeiller sur Mars. Un poème Eldar dit que : « (…) la lune de Vaul éveillera le Dragon ». Vaul est le dieu forgeron des Eldars, et par association une équivalence du Dieu-machine. La lune de Vaul pourrait être une référence à un monde forge, en l'occurrence Mars le monde-capitale du dieu machine. Cette présomption est extrêmement grave pour l'Adeptus Mechanicus, si jamais il venait à s'en douter. Une partie de l'Adeptus Mechanicus semble être au courant de la nature du Dieu-Machine, néanmoins, faire part de cette information serait considéré comme un crime d'hérésie. En effet, dans la religion de l'Imperium, l'Empereur est une divinité et le Dieu-Machine ne serait qu'une facette de sa personnalité. D'autre part, une tentative d'infiltration en masse nécron a été repoussée aux environs du lieu appelé « le labyrinthe de Noctis » sur Mars, les Nécrons étant les serviteurs des C'Tan.
Il serait l'un des 4 C'Tan encore en vie, aux côtés du Nightbringer, du Deceiver et d'une autre puissance annoncée dans les légendes Eldars. Ce C'Tan serait donc le seul à avoir influencé d'autres races que les Nécrontyrs, en fournissant son savoir aux jeunes races en l'échange de sacrifices.
Dans les récits, on a cependant l'impression que les Technoprêtres de Mars confondent le Dieu-Machine avec l'intelligence artificielle des engins impériaux dotés de cette technologie depuis longtemps oubliée, tels que les Land Raiders Space Marines, les chars super-lourds de la Garde Impériale, les énormes Titans des Légions Titaniques et les croiseurs de la Flotte impériale.

#### L'Inquisition

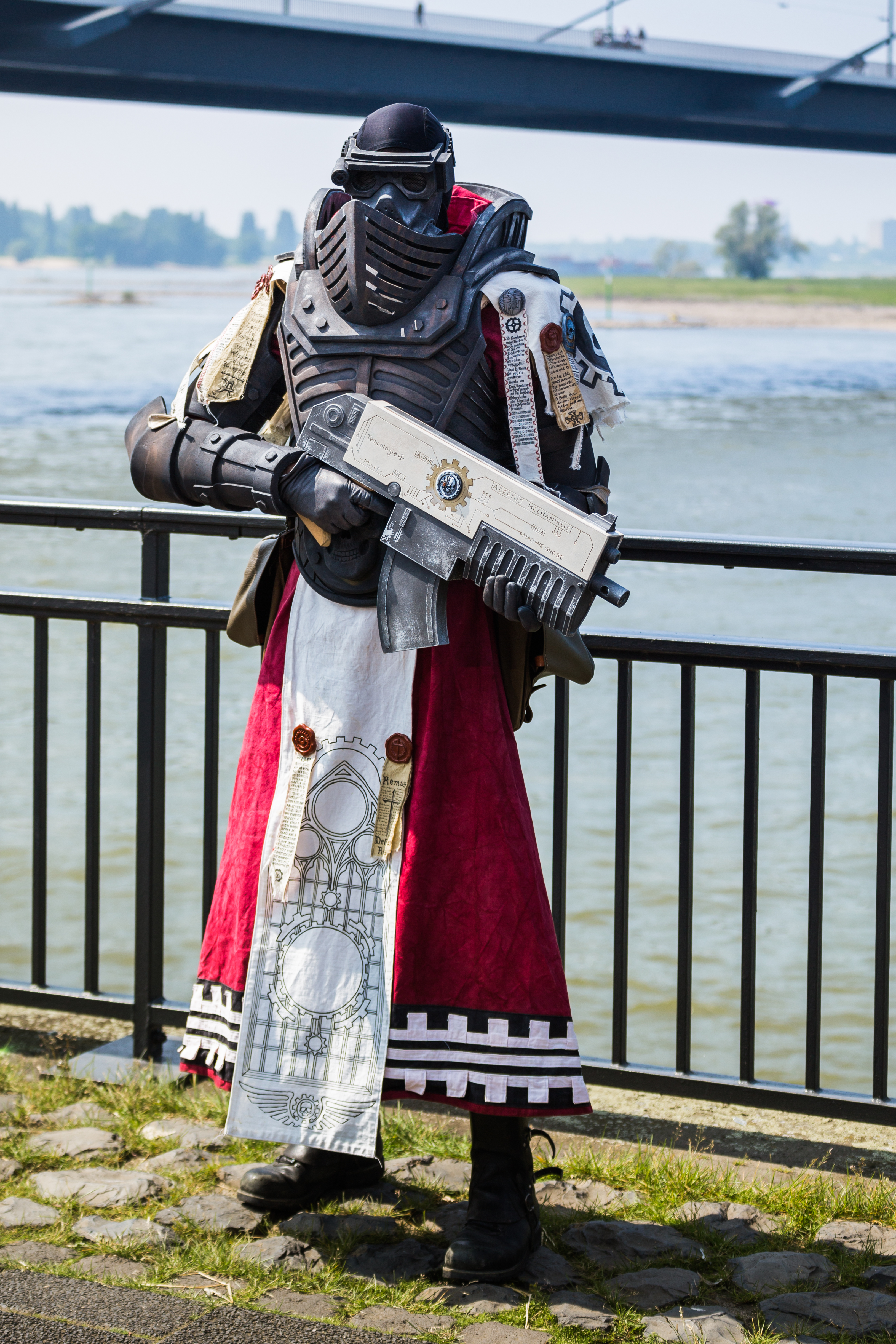
Cosplay de soldat de l'Inquisition

L’Inquisition est la police secrète de l'Imperium, chargée de traquer toute menace, intérieure comme extérieure, contre l'Imperium.
L'Inquisition est divisée en trois branches principales, auprès desquelles se trouvent aussi des branches mineures :
- L'Ordo Malleus qui traque les démons du Warp. Militairement parlant, il s'agit de la branche la plus redoutable de l'Inquisition car elle peut faire appel aux Chevaliers Gris dans leur lutte contre les créatures démoniaques[3].
- L'Ordo Xenos, qui traque les races extraterrestres. Tout comme l'Ordo Malleus peut faire appel aux Chevaliers Gris, l'Ordo Xenos peut compter sur la Deathwatch[3].
- L'Ordo Hereticus, qui traque les hérétiques, les traîtres et les corrompus. Ces "chasseurs de sorcières" sont des individus sinistres et redoutés et l'arrivée d'un inquisiteur de l'Ordo Hereticus suscite toujours l'effroi et la crainte. En plus de surveiller l'Ecclésiarchie, l'Ordo Hereticus surveille de près de nombreuses autres organisations impériales comme l'Adeptus Astartes et même les membres de l'Inquisition, aussi personne n'est au-delà de leur juridiction. L'Ordo Hereticus peut également faire appel aux Sœurs de Bataille, la branche guerrière entièrement féminine de l'Adepta Sororitas[3].

L'Inquisition peut réquisitionner n'importe quel citoyen de l'Imperium, du plus humble des gardes jusqu'au plus puissant des gouverneurs.
Selon les légendes, l'Inquisition a été fondée par Malcador Le Sigillite (Régent de Terra) sur ordre de l'Empereur de l'Humanité lors de l'Hérésie du Maïtre de Guerre Horus Lupercal. Le but était de rassembler un groupe de serviteurs impériaux dont la loyauté, le courage et la force d'esprit étaient absolus.

#### L'Officio Assassinorum
L'Officio Assassinorum est une des branches les plus secrètes de l'Imperium, hormis la Sainte Inquisition Impériale. Ses membres sont chargés d'éliminer les personnes gênantes pour l'Imperium : libres penseurs, chefs de rébellion, gourous de sectes dédiées au Chaos, espions, fonctionnaires véreux, etc. L'officio Assassinorum est dirigé par le Grand Maître des Assassins de l'Imperium.
Les quatre principaux temples sont les suivants :
- Temple Calidus : Tromperie, ruse et duplicité sont les maîtres mots du Temple Calidus. Ce sont des spécialistes de l'infiltration et de l'emprunt d'identité, de véritables caméléons qui utilisent une drogue, la polymorphine, afin de modifier la forme et l'apparence de leur corps afin d'accomplir les tâches qui leur sont assignées. En utilisant cette technique, l'assassin peut se rapprocher des commandants ennemis, influer sur leur stratégie et finalement les tuer lorsque l'occasion se présente[3].
- Temple Culexus : Considérés comme le "mal absolu" par les Eldars, les agents du Temple Culexus ont la faculté de détruire l'âme de leurs victimes. Leur simple présence est effrayante et il émane de ces sinistres assassins une énergie psychique négative mortelle pour les psykers hérétiques et les entités Warp[3].
- Temple Vindicare : D'une seule balle tirée à des distances hallucinantes, les tireurs d'élite du Temple Vindicare apportent une mort sans gloire aux ennemis de l'empereur. Les assasins Vindicare sont capables de ralentir leur métabolisme afin de rester parfaitement immobiles des semaines durant, tout en restant totalement concentrés, jusqu'à l'instant où leur cible se montre[3]...
- Temple Eversor : Les assassins du Temple Eversor sont des machines à tuer surhumaines qui instillent la terreur brute dans le cœur des ennemis de l'Imperium et frappent avec une brutalité inouie. Bourré de stimulants et d'implants cybernétiques et mû d'une rage meurtrière, un agent Eversor est capable à lui-seul d'anéantir une rébellion[3].

Il existe quatre autres temples, moins connus :
- Temple Venenum : Ses agents sont les meilleurs fabricants de poisons de la galaxie qui, à partir d'une composition très simple, sont capables de tuer leurs cibles sans laisser la moindre trace de la toxine[3].
- Temple Vanus : Ses agents sont des collecteurs de renseignements sans égal. Leur credo est d'apprendre tout sur tout le monde. C'est le Temple Vanus que l'Imperium utilise lorsque la révélation de l'hérésie d'une personnalité éminente causerait plus de dégâts que la connaissance du châtiment qui en résulte[3].
- Temple Maorus : Renégat et aujourd'hui disparu, le Temple Maorus avait la particularité, afin de neutraliser de multiples cibles, de créer des "armes vivantes" capables d'absorber la biomasse des victimes[3].
- Temple Secretum : Il s'agit d'un temple qui conserve, par tous les moyens nécessaires, les secrets les plus sombres de l'Imperium[3].

## Les Forces Militaires

### Flotte impériale
La Flotte impériale (Navis Imperialis) est l'organisation navale indispensable à l'Imperium pour maintenir la cohésion de son vaste territoire; entretenant nombre de vaisseaux spatiaux de guerre, qui font face à des menaces très diverses, comme les Space Hulk.
C'est à la Flotte impériale aussi que l'on fait appel pour transporter une armée impériale d'une planète à une autre (à l'exception des Space Marines qui possèdent leur propre flotte).

### Garde impériale
La Garde Impériale (Astra Militarum) est l'organisation militaire de l’Imperium qui permet la survie de la race humaine. Elle rassemble des centaines de milliards d’hommes originaires de millions de mondes différents. Elle dispose de tanks lourds et d’une puissante artillerie, et repose sur son infanterie, véritable chair à canon.
La Garde impériale est présente sur quasiment tous les mondes contrôlés par l'Imperium,.
Elle accomplit de gigantesques croisades ordonnées par des inquisiteurs, des ecclésiastes ou des stratèges impériaux pour libérer des systèmes solaires entiers. Pour cela elle regroupe des centaines de milliers d'hommes originaires de dizaines de mondes différents. Les mélanges d'ethnies au sein de régiments de la garde ne sont pas pour autant inexistants comme en de rares occasions commandées par la nécessité ou par ingérence. À l'époque de la fondation de la garde impériale cette pratique était courante mais on se rendit vite compte de son inefficacité (les approches tactiques différentes, les langages de bataille différents, les entraînements différents, etc., feraient alors rapidement baisser l'efficacité) ; c'est alors que l'on intégra les premiers commissaires. Se révélant essentiel pour maintenir l'ordre et le moral, les commissaires devinrent vite courants dans les régiments « classiques » de la garde. Chaque monde a deux sortes de combattants :
- les forces de défense planétaire (FDP), chargées de la défense de leur monde natal en attendant les renforts qui peuvent parfois prendre des années[1],[3]
- les forces appelées en renfort venant des mondes proches. Plus une guerre dure et plus le cercle de recrutement de soldats s'agrandit pour amener toujours plus de troupes et remplacer les soldats tombés au combat[1],[3].

La Garde impériale est réputée pour ses blindés et son artillerie mobile. Il suffit de dix Basilisks (artillerie mobile) pour raser une ville d'envergure moyenne en quelques heures. Les Leman Russ sont des blindés redoutables et polyvalents dotés d'un armement à longue et moyenne portée. Une variante appelée Démolisseur (armée d'un canon démolisseur et équipée d'une lame bulldozer) tire moins loin que le standard mais dispose d'une puissance de feu accrue. Le transport de troupe impérial est la Chimère, il peut transporter jusqu'à 12 Gardes. Une variante, le Hellhound, ne transporte pas plus d'hommes mais possède des réservoirs de prométhium alimentant un puissant lance-flamme de tourelle. La Sentinelle est un marcheur de combat, elle sert à la reconnaissance grâce à sa rapidité, mais son faible blindage et sa faible puissance de feu la rend incapable de combattre les chars. Une variante, la Sentinelle Blindée, est équipée d'un blindage lourd et d'armes plus performantes comme le lance plasma..., et peut faire face aux menaces blindées.
Ces blindés sont produits par les immenses complexes de l'Adeptus Mechanicus sur la planète Mars, ainsi que sur différents mondes forges, planètes entièrement recouvertes d'usines,.
L'armement standard des gardes impériaux est le fusil laser. Leurs sergents sont majoritairement équipés d'une épée tronçonneuse et d'un pistolet laser,.

### Space Marines

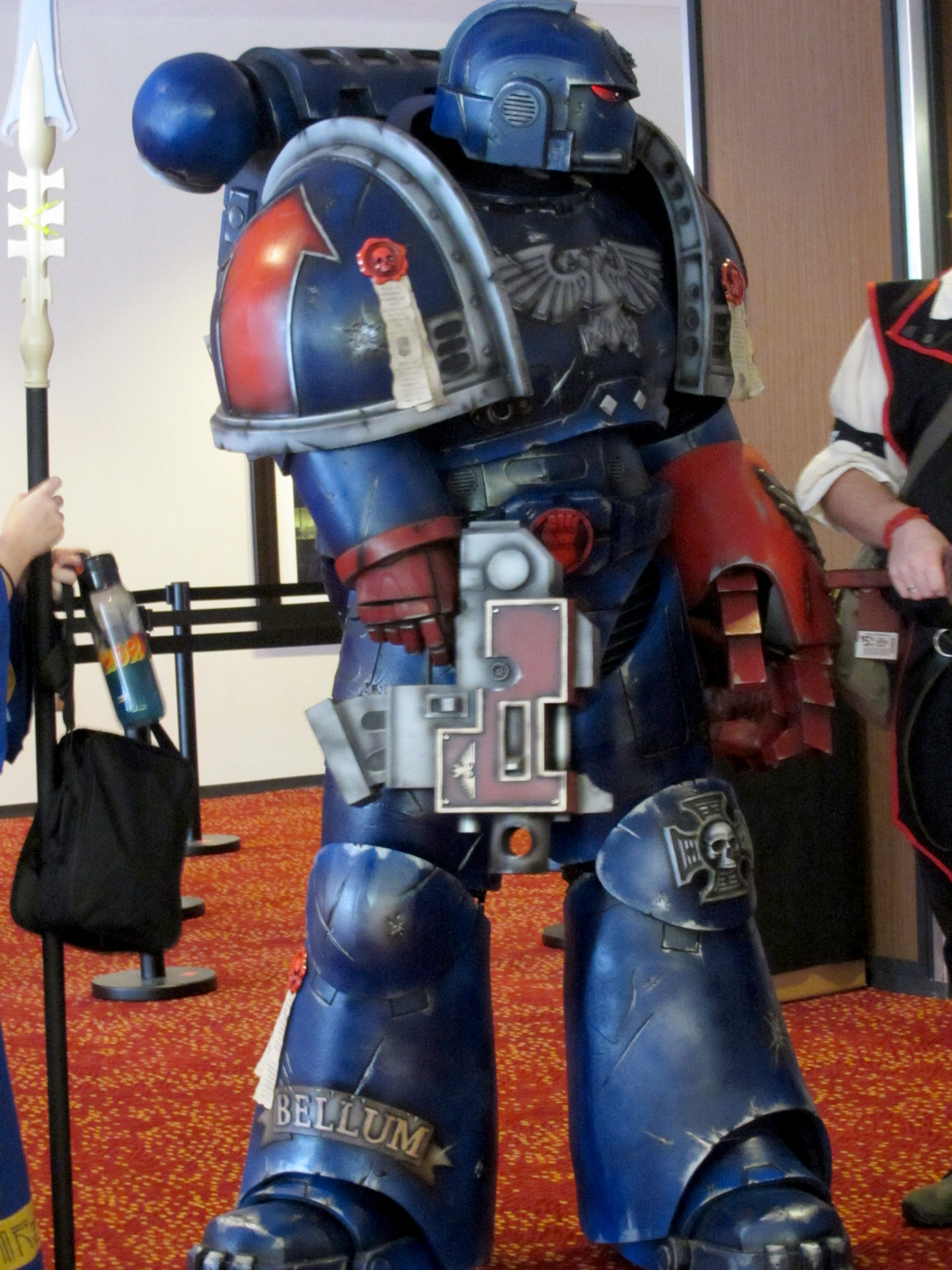
Cosplay de Space Marine

Les Space Marines (Adeptus Astartes) sont les troupes d'élite de l’Imperium.
Guerriers génétiquement modifiés afin d'atteindre des capacités surhumaines, ils sont regroupés au sein de chapitres dont le nombre est d'un millier de guerriers pour ceux qui suivent le Codex Astartes (certains chapitres dépassent largement ce nombre, d'autres sont en dessous), chacun disposant de ses rites, tactiques, traditions et patrimoines génétiques propres. Physiquement et mentalement formés et améliorés pour devenir des surhommes dont la foi dans le Très Saint Empereur et la volonté de défendre l'Imperium sont inébranlables, ils bénéficient des équipements de pointe de l'Imperium et, malgré leur faible nombre, sont craints dans toute la galaxie,.
Les aspirants Space Marines sont sélectionnés parmi les meilleurs guerriers de leur planète, et doivent subir une série d'épreuves accablantes qui divergent selon le chapitre qui recrute. La plupart du temps ils pensent que les space marines appartiennent aux mythes et légendes. Après avoir passé les épreuves de sélection, généralement avant la puberté ils suivent une formation draconienne. À base de psycho-endoctrinement où on leur apprend à ne pas avoir peur, n'éprouver aucun remords, se battre pour l'honneur de l'Imperium et ne jamais reculer devant l'ennemi. À l'issue de celle-ci et de divers rituels génétiques, chirurgicaux et chimiques, les apprentis (ou néophytes) deviennent des géants de près de 2,5 m, aux sens aiguisés, à la force et la santé surhumaines et au moral implacable. Par la suite ils se voient confier l'armure énergétique et le saint Bolter, respectivement la protection et l'arme de dotation de base, avec lesquels ils font corps. Cette armure, qui constitue l'un des summums de la technologie de l'Imperium, confère aux Space Marines une force et une résistance rarement égalées chez les civilisations extra-terrestres ou chez les hérétiques. De par leur immunité au vieillissement, les Space Marines comprennent au sein de leurs chapitres des vétérans et des commandants ayant plusieurs siècles, voire plusieurs millénaires d'expérience pour les plus chanceux,.
Mais les Space Marines ne sont pas invincibles et certains on faillis dans leur lutte pour l'Imperium et l'Humanité : le Maître de Guerre Horus, Primarque des Luna Wolves (première des Légions Astartes) prit la tête des Légions Space Marines de l'époque après que l'Empereur ait fait de lui le commandant suprême des forces humaines. Il fut corrompu par la graine du Chaos notamment par les insidieuses dépravations des Word Bearers, une autre Légion Astartes ayant déjà secrètement cédée aux promesses du Chaos. La moitié des Légions Space Marines le suivirent dans sa rébellion, appelée l'Hérésie d'Horus, il marcha jusqu'à Terra ou il combattit les forces restées fidèles au Très Saint Empereur. Au plus fort du siège de Terra, une faille dans les boucliers de la barge de bataille d'Horus permit au Très Saint Empereur accompagné de ses plus fidèles Space Marines, ainsi que des Primarques Sanguinius et Rogal Dorn de se téléporter à son bord afin de vaincre l'Architraître Horus. En dépit des avertissements du Très Saint Empereur, Sanguinius se jeta à l'encontre d'Horus, qui le tua, profitant de la brèche que son fils génétique avait ouverte, le Très Saint Empereur jeta à bas Horus, mais, mortellement blessé, Il ne peut désormais subsister que grâce aux antiques machines du Trône d'Or de l'Adeptus Mechanicus sur lequel sa dépouille fût enchâssée pour vivre et régner éternellement. La mort d'Horus fit fuir les Légions Renégates qui furent pourchassées et cantonnées dans l'Œil de la terreur,.
Dès lors, l'Impérium se mit à panser ses blessures et Roboute Guilliman, Primarque des Ultramarines, rédigea le Codex Astartes décrivant, entre autres, les tactiques, rituels, doctrines et lois des Space Marines, notamment en ce qui concerne leur organisation, car les Légions furent scindées en Chapitres (environ 1000 Space Marines). Quand Robute Guilliman fut soigné de sa blessure après 10 000 ans de stase et pris la tête de l'Imperium, il créa une nouvelle génération de Space Marines, les Space Marines Primaris, plus forts, plus rapides, plus résistants que les Space Marines classique.

## Politique
L'Imperium est si vaste que, malgré les moyens de communication et les voyages spatiaux, il est impossible de tout gérer de manière centrale. Certaines pétitions lancées par des populations entières mettent une génération à arriver à leur destinataire, perdues dans les méandres de l'administration galactique.
De fait, les différents mondes de l'Imperium sont plus ou moins indépendants. D'autant que tous les mondes ne sont pas au même niveau technologique. Certains mondes ne se contentent que de verser une dîme et de fournir des soldats quand la situation le demande. Quelques exemples :
- les mondes faciles d'accès sont aisément contrôlables, donc très soumis aux lois impériales ; c'est ce qu'on peut appeler le "Noyau";
- les mondes éloignés sont échelonnés en "Bordures" successives, d'autant plus indépendants qu'ils sont éloignés, au point que beaucoup de leurs gouverneurs ont cru alors pouvoir prendre des libertés. En général, au bout d'un certain temps, un membre de l'Inquisition ou un Assassin Impérial vient remettre de l'ordre ;
- Les mondes primitifs (pré-copernicien), pour lesquels l'Imperium et tout ce qui en découle relève au mieux de la mythologie. Dans cette situation, le gouverneur est souvent en orbite autour de la planète. Il organise l'administration sous forme de religion, exigeant des offrandes en échange de quelques "miracles", et usant selon son gré de "colère divine". Le principal intérêt de ces planètes réside surtout dans leurs ressources naturelles exploitables.

Au niveau des relations avec les « Xenos » (extraterrestres), ces derniers sont rapidement exterminés car l'Imperium ne tolère d'autre race que les humains. Il existe tout de même quelques exceptions, lorsque la race se montre utile quand elle est asservie.
- Les Tau considèrent que les planètes appartiennent de droit à leurs seigneurs, il va de soi qu'ils sont souvent en concurrence avec l'Imperium (néanmoins les Tau ne tuent pas les Xenos, car ils veulent les intégrer à leur empire). À la différence de l'Imperium, les Tau utilisent à outrance la diplomatie : la « Caste de l'eau » (les diplomates Tau) tente de convaincre les humains de les rejoindre au sein de leur empire.
- Les Eldars sont incompréhensibles pour les humains, ce qui entraîne très souvent des frictions. D'autant que les Eldars n'hésitent pas à sacrifier des millions d'humains contre un seul des leurs, ou pour préserver une planète d'une colonisation humaine car les Eldars sont en combat constant pour la survie de leur race.
- Les Orks sont la race la plus présente dans la galaxie. Ne vivant que pour la guerre, les Orks ne nouent aucune relation diplomatique à moyen ou long terme avec les autres races.
- Les Tyranides sont hermétiques à toute forme de dialogue, donc à toute diplomatie.
- Les factions chaotiques sont en guerre perpétuelle avec l'Imperium.
- Les Eldars Noirs étant des pirates, l'Imperium ne fait que lutter contre eux
- Les Nécrons essaient de reconstruire leurs ancien empire, ce qui entraîne souvent des conflits avec l'Imperium

Selon les mondes, les mutants et les psykers sont traités différemment : si les psykers sont quasiment toujours envoyés dans des centres de formations (la plupart finiront prématurément leur vie, servant de « carburant » pour l'esprit de l'Empereur), les mutants sont quant à eux tués à la naissance.

## Religion

### Description
Le seul dieu de l'Imperium est l'Empereur. Pour tout l'Imperium, vénérer l'Empereur est un devoir et ne pas le faire est passible de la peine de mort. L'hérésie est punie de mort ou de lavage de cerveau (l'Inquisition, ou certains dirigeants transforment de tels êtres en serviteurs de basses œuvres, ou de combat pour les tâches les plus ingrates et/ou risquées).
L’Empereur est vite devenu un dieu pour l'humanité après son « ascension » (quand il a été placé sur le Trône d'or et qu'il est devenu un esprit), alors que, d'après un des livres édités par la Bibliothèque interdite, il a combattu toute idée de religion durant sa vie. Garviel Loken, le capitaine de la 10e compagnie des Luna Wolves, lui attribua cette phrase : « La civilisation atteindra la perfection le jour où la dernière pierre de la dernière église aura assommé le dernier prêtre. »
Une des nouvelles de l'ouvrage Chroniques de l'Hérésie raconte sa discussion avec le dernier prêtre de Terra, qu'il ne parvint pas à convaincre de renier sa foi et qui préféra brûler avec son église. Avant de se livrer aux flammes, il lui dit ces mots prémonitoires : « Prenez garde à ce que vos sujets ne finissent pas par vous considérer comme un dieu à votre tour. »
Il y a aussi un autre fait notable à propos de la vénération de l'Empereur, relaté tout au long de la saga de L'Hérésie d'Horus. Cette vénération a commencé en même temps que la Grande Croisade, sous une forme secrète. Elle prend sa source dans un livre connu sous le nom de Lectio Divinatus qui apporte les « preuves » de la divinité de l'Empereur et pose les bases de sa vénération (lesquelles sont encore suivies en M41). Or, l'auteur du Lectio Divinatus n'est autre que le Primarque renégat Lorgar, de la légion fanatique des Word Bearers. Il l'a rédigé avant que l'Empereur ne le réprimande pour son excès de zèle religieux, incompatible avec les idéaux de la Grande Croisade (ce rejet mènera Lorgar dans les bras du Chaos). On peut donc se demander si les hautes autorités de l'Ecclésiarchie et de l'Inquisition sont au courant que leur « bible » a été écrite par un futur traître...
Sur les mondes primitifs, la religion de l'Imperium est souvent édulcorée et relève de la mythologie, ou bien forme une religion qui fait l'objet d'amalgames culturels (parfois) avec les Dieux du Chaos (comme l'exemple décrit dans le roman Chevaliers gris). D'après le culte impérial, tout l'univers et toutes choses appartiennent à l'Empereur, car on est considéré comme humain que si on vénère l'Empereur-Dieu, sous une forme ou sous une autre (comme sur les mondes primitifs), ce qui implique de fait que l'hérétique n'est plus considéré comme humain, car ayant trahi l'Empereur.
L'Inquisition veille à étouffer très vite toute hérésie possible. On peut cependant noter deux exceptions à cette foi sans faille :
- Les Technoprêtres de Mars peuvent adorer leur « Dieu-Machine » ; cette tolérance est probablement due au fait que l'Adeptus Mechanicus est le détenteur du savoir technologique et qu'il est parvenu à en être le seul dépositaire. Mais, une autre théorie dit que le Dieu-Machine n'est qu'un second visage de l'Empereur-Dieu, qui, par sa volonté, arme et équipe « ses » sujets ; cette théorie revient à dire aux croyants que Dieu est partout. Le respect de l'« Omnimessie » implique que toute machine non bénie et agréée par l'Adeptus Mechanicus n'est pas tolérée[3].
- Les Space Marines vénèrent l'Empereur de deux façons, mais dans tous les cas ils le considèrent comme leur créateur, le père de leurs gènes. De même, ils vénèrent leur primarque (les primarques sont des créations de l'Empereur), mais à un niveau inférieur[3].

Ainsi, les Spaces Marines peuvent considérer l'Empereur comme le plus grand guerrier de l'univers, ce qui est le cas des Space Wolves ou des Blood Angels. D'autres Chapitres vénèrent l'Empereur comme un Dieu, et le font passer avant toute considération : ces Chapitres sont de loin les plus fanatiques et les plus violents. Quelle que soit l'expression du culte de l'Empereur chez les Space Marines, elle est absolue (sauf lorsqu'un Chapitre sombre dans l'hérésie), et peut être la source de campagnes sur de très longues périodes.
Cependant, la liberté que prennent certains Chapitres en vénérant l'Empereur comme le guerrier ultime et non comme un véritable dieu est mal vue, mais tolérée. Cette situation a déjà été à l'origine de guerres entre Chapitres de Space Marines et d'autres forces impériales, certains Inquisiteurs considérant les pratiques de certains Chapitres comme hérétiques. Il est également arrivé que les Space Marines s'opposent ouvertement à l'Ecclésiarchie (ou église du très Saint Empereur), comme lors de la période dite du Règne du Sang, lorsque de nombreux Chapitres (dont les très orthodoxes Black Templars) se sont opposés aux forces armées du Ministorium afin de renverser le Haut seigneur Goge Vandire ayant basculé dans la démence. Cette période vit l'interdiction à l'Ecclésiarchie d'entretenir des hommes armés, et la naissance des Sœurs de bataille.
Le fait de céder (de manière consciente ou non) au Chaos et à ses dieux (Khorne, Tzeentch, Nurgle et Slaanesh) n'est pas toléré, car considéré comme hérésie majeure.

### Origine
Au début de l'humanité, le Warp n'était pas encore parcouru par les dieux du Chaos et les démons. Certains hommes pouvaient sentir les énergies du Warp parcourir le monde ; ils devinrent des chamans ou des sorciers. Ils avaient également la possibilité de se réincarner. Mais, avec le temps, la psyché humaine et celle des autres races (les Eldars en particulier) modifia le Warp, créant ce qui deviendra les puissances du Chaos.
Les chamans eurent de plus en plus de difficultés à contrôler les énergies du Warp. De plus, beaucoup voyaient leurs esprits dévorés par des puissances malveillantes de cet univers, empêchant alors toute réincarnation. Les chamans se réunirent alors pour discuter de ce qu'il fallait faire. Au bout de plusieurs siècles, ils décidèrent de se suicider en même temps et de fusionner leurs esprits dans un seul corps. Ainsi naitra celui qui deviendra l'Empereur en Anatolie centrale, environ 8 millénaires avant Jésus Christ. Au début, il était semblable aux autres humains, mais au fur et à mesure il se rappela les différentes vies des anciens chamans l'ayant créé, obtint leurs pouvoirs et cessa de vieillir.
Durant 38 000 ans, il ne se révéla jamais aux humains pour ce qu'il était. Il était dans l'ombre, menant l'humanité discrètement.

### Genèse de l'Imperium
Les actes de dépravation de l'empire Eldar se firent sentir dans le Warp et celui-ci fut un temps plongé dans les remous et les tempêtes perpétuelles, ce qui rendit le voyages via le Warp impossible et provoqua l'effondrement de la civilisation humaine
L'humanité se divisa et ce fut la période de l'« Ère des Luttes ». Aux abords de la fin de La Longue Nuit de 5 000 ans où les mondes humains vécurent isolés dans la galaxie, l'Empereur prit le pouvoir sur Terra. Puis, les tempêtes Warp se calmèrent, à la suite l'onde de choc psychique consécutive à la naissance de Slaanesh dans le Warp, sur le dos de l'empire eldar, laissant alors à nouveau la possibilité de voyager dans le Warp. L’Empereur décida dès lors de lancer sa Grande Croisade pour reconquérir tous les mondes humains et décréta que tout humain de cette galaxie, qu'il le sache ou non, était désormais un de ses sujets.
L'Empereur commença par reconquérir le système solaire. Puis, au cours de sa croisade, il finit par retrouver ses fils perdus, les Primarques. C'est à cette époque que les Space Marines furent vraiment développés. Cette période prit fin avec l'hérésie d'Horus qui laissa l'Empereur quasiment mort mais victorieux de son ancien second. Rogal Dorn découvrit le corps de l'Empereur après le combat et le plaça en stase en attendant qu'une machine capable de maintenir son corps en vie, le « Trône d'or », soit fabriquée. Depuis, cette machine maintient l'Empereur dans un semblant de vie depuis 10 000 ans.

#### État actuel
Bien qu'il ne soit plus en mesure de communiquer avec les vivants, L'Empereur reste à la tête de l’Imperium. Son esprit est toujours actif, luttant dans le Warp pour protéger l'humanité. De même, l'Empereur est connecté à l'Astronomican, une tour qui projette un rayon à travers le Warp, connu sous le nom de « rayon de l'espoir ». Ce rayon, bien que généré par l'Empereur, est alimenté en énergie par le sacrifice de milliers de psykers dont l'énergie vitale est drainée en quelques mois par la machine. Ces psykers sont récupérés sur divers planètes par les sinistres vaisseaux noirs de l'Inquisition.